# Les Crocs malins
Les Crocs malins (Dog City) est une série télévisée d'animation américaine en 31 épisodes de 23 minutes, créée par Jim Henson, produite par Nelvana et diffusée entre le 26 septembre 1992 et le 26 novembre 1994 dans le bloc de programmes Fox Kids aux États-Unis, et à partir du 13 septembre 1992 sur le réseau Global au Canada (CFCF-TV pour le Québec anglophone).
En France, elle a été diffusée à partir du 16 avril 1993 sur Canal+, et au Québec à partir du 8 septembre 1997 à Télétoon.

## Synopsis
À Dog City, le détective Ace de cœur mène l'enquête.

## Distribution

### Doublage anglophone
- Kevin Clash : Eliot Shag
- George Buza : Steven
- Paulina Gillis : Kitty
- Elizabeth Hanna : Rosie O'Gravy
- Dan Hennessey : Baron Von Rottweiler, Meat the Butcher (ep. 3), voix additionnelles
- Brian Muehl : Bruno
- Howard Jerome : Bruiser
- Stephen Ouimette : Mad Dog, maire Kickbark
- James Rankin : Frisky, Screwy Louie (ép. 2)
- Rino Romano : Yves
- John Stocker : Bugsy Vile, Spunky the Flunky
- Stuart Stone : Eddie
- Tara Strong : Dot
- Ron White : Ace de cœur

### Doublage français
- Gérard Rinaldi : Eliot Shag
- Philippe Peythieu : Ace de cœur
- Véronique Augereau : Rosie
- Mario Santini : Bugsy, le baron
- Kelvine Dumour : Kitty
- Vincent Violette : Frisky
- Jean-Claude Sachot : Bruno
- Gilbert Lévy

 Source et légende : version française (VF) sur RS Doublage

## Épisodes

### Première saison (1992-1993)
1. Le grand squicks (The Big Squeak)
2. Une histoire vis (Taming of the Screw)
3. Braque le boucher (Meat the Butcher)
4. L'école de la désobéissance (Disobedience School)
5. Un détective privé de liberté (The Dog Pound)
6. Radio dogs (Radio Dazed)
7. Nosfératoutou le vampire (The Bloodhound)
8. Bébé pousse au crime (Adventures in Puppysitting)
9. Un chien aux abois (Ya Gotta Have Hart)
10. Faut pas rêver (In Your Dreams)
11. L'astrophysicien (Rocketship K-9)
12. Comme chiens et chats (Cats 'n' Dogs)
13. Ace de cœur contre Sherlock Holmes (Is It Arf?)

### Deuxième saison (1993)
1. Parrain par intérim (Boss Bruiser)
2. Affaire de cœur (Springer Fever)
3. Beaucoup de bruit pour un chien (Much Ado About Mad Dog)
4. Le maire Guez et l'andouille (Of Mutts and Mayors)
5. Tic Tac en toc (Who Watches the Watchdog?)
6. Le choix de son maître (The Great Dane Curse)
7. Qui veut un otage ? (Out of the Mouths of Pups)
8. Adieu ma Rosie (Farewell, My Rosie)
9. Le mystère des chiens savants (Old Dogs, New Tricks)
10. Malade comme un chien (Sick as a Dog)

### Troisième saison (1994)
1. Artie show (The New Litter)
2. Jeux de chiens, jeux de vilains (Doggy See, Doggy Do)
3. Un éléphant ça trompe énormément (Comedy of Horrors)
4. Héros de tout poil (Howl the Conquering Hero)
5. Tout sur le recyclage (Reduce, Re-Use, Retrieve)
6. Temps de chiens (Future Schlock)
7. Vol au-dessus d'un nid de toutous (No Pain, No Brain)
8. Les grandes vacances (Dog Days of Summer Vacation)